# Oberraden
Oberraden település Németországban, Rajna-vidék-Pfalz tartományban. Lakosainak száma 667 fő (2023. december 31.).

## Népesség
A település népességének változása:
| Lakosok száma | 394  | 628  | 659  | 671  | 676  | 667  |
|               | 1975 | 2017 | 2019 | 2021 | 2022 | 2023 |